# Angelo Acciaiuoli (vescovo)
Angelo Acciaiuoli (Firenze, 1298 – Napoli, 4 ottobre 1357) è stato un vescovo cattolico italiano.
Era figlio di Monte e nipote di Tommaso Acciaiuoli, della celebre famiglia fiorentina degli Acciaiuoli.
Fu un frate domenicano, vescovo di Firenze dal 1342 al 1355.

## Biografia
Visse per quattordici anni a Napoli. Prese i voti tra il 1314 e il 1317 ed entrò nell'ordine dei frati predicatori. Ricoprì anche il ruolo di vescovo dell'Aquila dal 1328 al 1342, da dove fu poi trasferito a Firenze. All'inizio del suo episcopato fu a capo di un gruppo di congiurati contro il tirannico Duca d'Atene e di fatto dominò la città per alcuni anni dopo la sua cacciata, quando fu a capo della Balia dei Quattordici dal 2 luglio 1343.
Fu un fine diplomatico, inviato tre volte dalla Repubblica fiorentina come legato alla corte pontificia di Avignone nel 1344, nel 1348 e nel 1351.
Nel 1345 celebrò un sinodo diocesano, il più antico relativo a Firenze del quale ci siano pervenuti gli atti. Nel 1349, sotto il suo episcopato, nacque lo Studio Fiorentino, primo nucleo dell'Università di Firenze.
Nonostante risiedesse a Firenze, non interruppe mai i contatti con il Regno di Napoli, tanto che nel 1349 circa fu nominato da re Ludovico d'Aragona e dalla regina Giovanna cancelliere del regno partenopeo.
Assieme al cugino Niccolò Acciaiuoli, fondatore della Certosa di Firenze, fu un grande ambizioso che pose le basi della fortuna familiare.
Fu amico di Francesco Petrarca, che come ci attesta una sua lettera, lo venne a visitare a Valchiusa, il 24 maggio 1352.
Rinunciò alla diocesi nel 1355 facendo ormai amministrare la diocesi ai suoi vicari, fra i quali Iacopo Passavanti, essendo i suoi interessi a Napoli (fu nominato infatti cancelliere del regno di Napoli dal 1349). Si fece trasferire come abate di Montecassino nel 1355, una sede ricchissima e ben più vicina alla sua nuova residenza napoletana. Il suo successore a Firenze fu Francesco Atti.
Furono suoi fratelli Francesco Acciaiuoli, Martinaccio Acciaiuoli, Dardano, Alamanno, Giovanni vescovo di Cesena e Lina.
Nel 1383 salì al soglio episcopale fiorentino un suo parente omonimo, chiamato generalmente Angelo Acciaioli junior.

## Successione apostolica
La successione apostolica è:
- Vescovo Paolo de Bilenci, O.P. (1356)